# Nikos Galis
Nikos Galis (no alfabeto grego: Νίκος Γκάλης) (Union City (Nova Jérsei), 23 de julho de 1957) é um ex-jogador de basquetebol grego.
| Prêmios e realizações         | Prêmios e realizações | Prêmios e realizações             |
| ----------------------------- | --------------------- | --------------------------------- |
| Precedido por Dražen Petrović | Mr. Europa 1987       | Sucedido por Šarūnas Marčiulionis |